# Квалификације за Светско првенство у фудбалу 2010 — УЕФА — група 7
Група 7 европских квалификација за Светско првенство у фудбалу 2010. укључује репрезентације Француске, Румуније, Србије, Литваније, Аустрије и Фарских острва.
Представници шест репрезентација срели су се у Бечу 8. децембра 2007. да би се договорили о распореду утакмица.
Након велике победе од 5–0 над селекцијом Румуније, Србија је 10. октобра 2009. једно коло пре краја осигурала место победника групе 7 и тиме се квалификовала за светско првенство.

## Резултати
| Румунија | 0–3 (0–1)  | Литванија                                         |
| -------- | ---------- | ------------------------------------------------- |
|          | (Извештај) | Станкевичијус 33’ · Миколијунас 70’ · Калонас 86’ |

| Србија                             | 2–0 (1–0)  | Фарска Острва |
| ---------------------------------- | ---------- | ------------- |
| Јакобсен 31’ (аутогол) · Жигић 88’ | (Извештај) |               |

| Аустрија                                               | 3–1 (2–0)  | Француска |
| ------------------------------------------------------ | ---------- | --------- |
| Мексес 8’ (аутогол) · Ауфхаузер 41’ · Иваншиц 72’ (п.) | (Извештај) | Гову 61’  |

| Фарска Острва | 0–1 (0–0)  | Румунија  |
| ------------- | ---------- | --------- |
|               | (Извештај) | Кочиш 59’ |

| Литванија             | 2–0 (0–0)  | Аустрија |
| --------------------- | ---------- | -------- |
| Данилевичијус 52’ 58’ | (Извештај) |          |

| Француска             | 2–1 (0–0)  | Србија       |
| --------------------- | ---------- | ------------ |
| Анри 54’ · Анелка 64’ | (Извештај) | Ивановић 76’ |

| Фарска Острва | 1–1 (0–0)  | Аустрија    |
| ------------- | ---------- | ----------- |
| Локин 47’     | (Извештај) | Штранцл 49’ |

| Румунија             | 2–2 (2–1)  | Француска               |
| -------------------- | ---------- | ----------------------- |
| Петре 6’ · Гојан 17’ | (Извештај) | Рибери 36’ · Гуркуф 69’ |

| Србија                               | 3–0 (2–0)  | Литванија |
| ------------------------------------ | ---------- | --------- |
| Ивановић 6’ · Красић 34’ · Жигић 82’ | (Извештај) |           |

| Литванија         | 1–0 (1–0)  | Фарска Острва |
| ----------------- | ---------- | ------------- |
| Данилевичијус 20’ | (Извештај) |               |

| Аустрија  | 1–3 (0–3)  | Србија                                     |
| --------- | ---------- | ------------------------------------------ |
| Јанко 80’ | (Извештај) | Красић 15’ · Јовановић 18’ · Обрадовић 24’ |

| Румунија                | 2–3 (0–2)  | Србија                                              |
| ----------------------- | ---------- | --------------------------------------------------- |
| Марика 50’ · Стојка 74’ | (Извештај) | Јовановић 18’ · Стојка 44’ (аутогол) · Ивановић 59’ |

| Литванија | 0–1 (0–0)  | Француска  |
| --------- | ---------- | ---------- |
|           | (Извештај) | Рибери 67’ |

| Аустрија      | 2–1 (2–1)  | Румунија   |
| ------------- | ---------- | ---------- |
| Хофер 26’ 44’ | (Извештај) | Танасе 24’ |

| Француска  | 1–0 (0–0)  | Литванија |
| ---------- | ---------- | --------- |
| Рибери 75’ | (Извештај) |           |

| Србија          | 1–0 (1–0)  | Аустрија |
| --------------- | ---------- | -------- |
| Милијаш 7’ (п.) | (Извештај) |          |

| Литванија | 0–1 (0–1)  | Румунија   |
| --------- | ---------- | ---------- |
|           | (Извештај) | Марика 38’ |

| Фарска Острва | 0–2 (0–1)  | Србија                      |
| ------------- | ---------- | --------------------------- |
|               | (Извештај) | Јовановић 44’ · Суботић 62’ |

| Фарска Острва | 0–1 (0–1)  | Француска |
| ------------- | ---------- | --------- |
|               | (Извештај) | Жињак 41’ |

| Аустрија                      | 3–1 (2–0)  | Фарска Острва |
| ----------------------------- | ---------- | ------------- |
| Мајерхофер 1’ · Јанко 16’ 59’ | (Извештај) | Олсен 83’     |

| Француска | 1–1 (0–0)  | Румунија   |
| --------- | ---------- | ---------- |
| Анри 48’  | (Извештај) | Ескуде 56’ |

| Румунија  | 1–1 (0–0)  | Аустрија  |
| --------- | ---------- | --------- |
| Букур 54’ | (Извештај) | Шимер 83’ |

| Србија           | 1–1 (1–1)  | Француска |
| ---------------- | ---------- | --------- |
| Милијаш 12’ (п.) | (Извештај) | Анри 36’  |

| Фарска Острва          | 2–1 (2–1)  | Литванија              |
| ---------------------- | ---------- | ---------------------- |
| Олсен 13’ · Хансен 34’ | (Извештај) | Данилевичијус 22’ (п.) |

| Аустрија                    | 2–1 (1–0)  | Литванија         |
| --------------------------- | ---------- | ----------------- |
| Јанко 16’ · Валнер 80’ (п.) | (Извештај) | Станкевичијус 66’ |

| Србија                                                          | 5–0 (1–0)  | Румунија |
| --------------------------------------------------------------- | ---------- | -------- |
| Жигић 36’ · Пантелић 50’ · Кузмановић 77’ · Јовановић 87’ 90+3’ | (Извештај) |          |

| Француска                                            | 5–0 (2–0)  | Фарска Острва |
| ---------------------------------------------------- | ---------- | ------------- |
| Жињак 34’ 39’ · Галас 53’ · Анелка 85’ · Бензема 87’ | (Извештај) |               |

| Француска                               | 3–1 (2–0)  | Аустрија  |
| --------------------------------------- | ---------- | --------- |
| Бензема 18’ · Анри 26’ (п.) · Жињак 66’ | (Извештај) | Јанко 49’ |

| Литванија                                 | 2–1 (1–0)  | Србија    |
| ----------------------------------------- | ---------- | --------- |
| Калонас 20’ (п.) · Станкевичијус 68’ (п.) | (Извештај) | Тошић 60’ |

| Румунија                             | 3–1 (1–0)  | Фарска Острва |
| ------------------------------------ | ---------- | ------------- |
| Апостол 16’ · Букур 65’ · Мазилу 87’ | (Извештај) | Бо 83’        |

## Табела
| Репрезентација | ИГ | П | Н | И | ГД | ГП | ГР  | Б  |
| -------------- | -- | - | - | - | -- | -- | --- | -- |
| Србија         | 10 | 7 | 1 | 2 | 22 | 8  | +14 | 22 |
| Француска      | 10 | 6 | 3 | 1 | 18 | 9  | +9  | 21 |
| Аустрија       | 10 | 4 | 2 | 4 | 14 | 15 | -1  | 14 |
| Литванија      | 10 | 4 | 0 | 6 | 10 | 11 | -1  | 12 |
| Румунија       | 10 | 3 | 3 | 4 | 12 | 18 | -6  | 12 |
| Фарска Острва  | 10 | 1 | 1 | 8 | 5  | 20 | -15 | 4  |